# BM-27 Uragan
BM-27 Uragan (Ruski: Ураган, 'uragan'; GRAU indeks 9P140) je samohodni višecijevni raketni sustav dizajniran u Sovjetskom savezu. Ušao je u službu u sovjetsku vojsku u kasnih 1970-ih, kao prvi sovjetski okretni i stabilizirani teški višecijevni raketni lanser. Sustav je kompatibilan s 220 mm raketama koje se ispaljuju iz 16 lansirnih cijevi koje su montirane na kraj ZIL-135 8x8 kamiona. Vozilo je slično kao i ono koje se koristi za FROG-7 raketni sustav. Vozilo pokreću dva benzinska motora koja pokreću 20 tona teško vozilo do maksimalne brzine od 65 km/h. Jedan motor pokreće četiri kotača s lijeve, a drugi 4 kotača s desne strane vozila. Maksimalna autonomija vozila je 500 km.  
Kabina ZIL-135 vozila ima NBC zaštitu, omogućujući ispaljenje raketa bez potrebe da posada izlazi iz vozila. Posada se sastoji od 4 člana koji u 3 minute mogu pripremiti sustav za ispaljivanje. BM-27 može ispaljivati više vrsta raketa od visoko eksplozivnih od kemijskih. Svaka raketa teži 280,4 kg. Težina bojne glave iznosi između 90 i 100 kg, ovisno o tipu rakete. Svih 16 raketa može bit ispaljeno u 20 sekundi. Maksimalni efektivni domet raketa je 35 km.
Jednom kada sve rakete budu ispaljene, T452 (drugo ZIL-135 transportno vozilo) se rabi za punjenje cijevi. To vozilo nosi dodatne rakete i kran za prijenos raketa s transportnog vozila u lanser. Cijeli proces punjenja traje oko 20 minuta.

## Poveznice
|  | Zajednički poslužitelj ima još gradiva o temi BM-27 Uragan |